# زیست‌بوم ملی نوآوری
در رویکرد فرگشت، بازیگران نظام ملی نوآوری با یکدیگر هم‌زیستی و هم فرگشتی دارند. مفهوم زیست‌بوم ملی نوآوری از مباحثی است که در ژاپن مطرح شده و از اوایل دهه ۱۹۷۰ این کشور تلاش کرده تا در سیاست‌گذاری نوآوری خود اصول آن را به‌کار گیرد.
دیدگاه زیست‌بوم در فضای زیست‌شناسی رشد و نمو یافت و بعدها در تحلیل‌های نظام نوآوری مورد استفاده قرار گرفت. نظریه‌های زیست‌بوم در زیست‌شناسی به بررسی همبستگی اجزای طبیعت و آثار فعالیت‌های صنعتی، شهری و کشاورزی بر زیست‌بوم می‌پردازند. ویژگی زیست‌بوم در سه عامل همزیستی، هم‌فرگشتی و هم سازگاری تعریف می‌شود. «هم‌فرگشتی» نقشی ضروری در پایداری زیست‌بوم دارد.
مور یکی از نخستین پژوهشگرانی بود که از مفهوم زیست‌بوم در حوزه کسب‌وکار بهره برد. میان نقش رقابت در نظام‌های اجتماعی و زیست‌شناسی مقایسه‌ای انجام داده و بنگاه را به‌عنوان جانداری زنده در زیست‌بوم کسب‌وکار بررسی کرده‌است.
مطالعات نشان داده که بنگاه‌ها در زیست‌بوم کسب‌وکار حول نوآوری جدید، به منظور پشتیبانی از محصولات جدید و برآورده ساختن نیاز مشتریان، در همکاری و رقابت با یکدیگر، هم‌فرگشتی دارند.
رویکرد اکوسیستم صنعتی، نگاهی نظام مند برای فهم تعاملات میان نظام‌های بوم‌شناسانه و صنعتی است. واتانابه با به‌کارگیری این رویکرد مطالعاتی در خصوص نظام ملی نوآوری ژاپن انجام داده و تحقیقات مشابهی در آمریکا صورت گرفته‌است. مطابق با این مطالعات، نظام نوآوری ژاپن و نظام ملی نوآوری آمریکا هم زیستی، هم‌فرگشتی و هم‌سازگاری دارند. واتانابه از این نتیجه‌گیری در سیاست‌گذاری نوآوری ژاپن استفاده کرده‌است.